# Ратуш-Арсенал (станція метро)
52°14′41″ пн. ш. 21°00′02″ сх. д. / 52.24472° пн. ш. 21.00056° сх. д.
Ратуш-Арсенал (пол. A-15 Ratusz Arsenał) — станція Першої лінії Варшавського метрополітену, що була відкрита 11 травня 2001 року, у складі черги «Центрум» — «Ратуш». Знаходиться під Банковою площею (біля місця де колись знаходилась Велика Синагога), під рогом вулиці Андерса і Алеї «Солідарності».

## Опис
Колонна двопрогінна двоярусна станція мілкого закладення, з острівною платформою 12 м завширшки і 120 м завдовжки. В торці платформи є ескалатор і стаціонарні сходи. Станцію оздоблено у  сірих і сріблястих відтінках. На станції заставлено тактильне покриття. 

## Пересадки
- Автобуси: 107, 111, 160, 190, E-2, N21, N41, N71, N91
- Трамвай: 4, 13, 15, 18, 20, 23, 26, 35

## Поруч
- Арсенал[en]
- Blue Tower Plaza[en]
- Палац урядової комісії і казначейства (Варшава)[en]
- Палац міністра фінансів (Варшава)[pl]

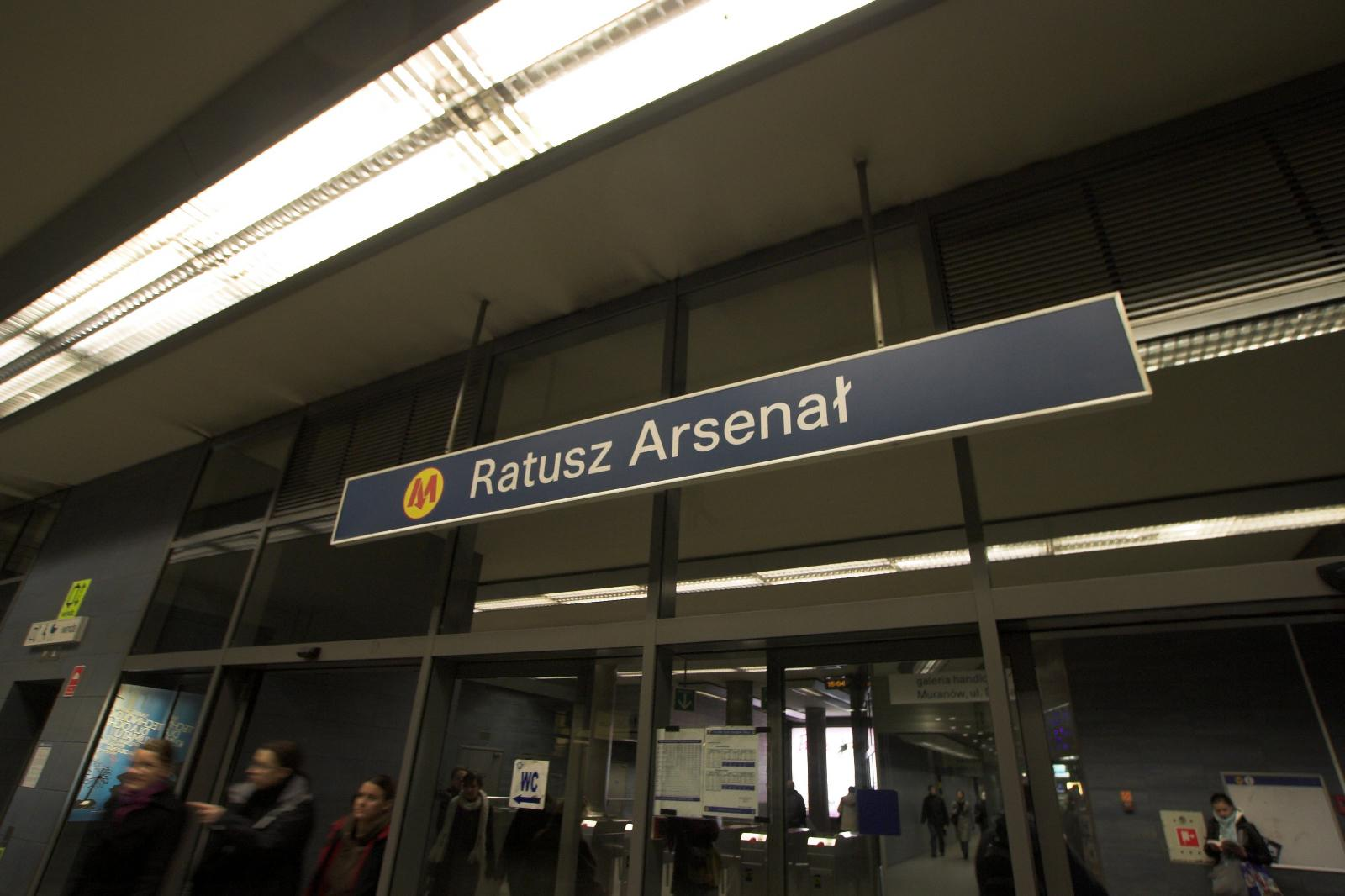
Вхід до станції
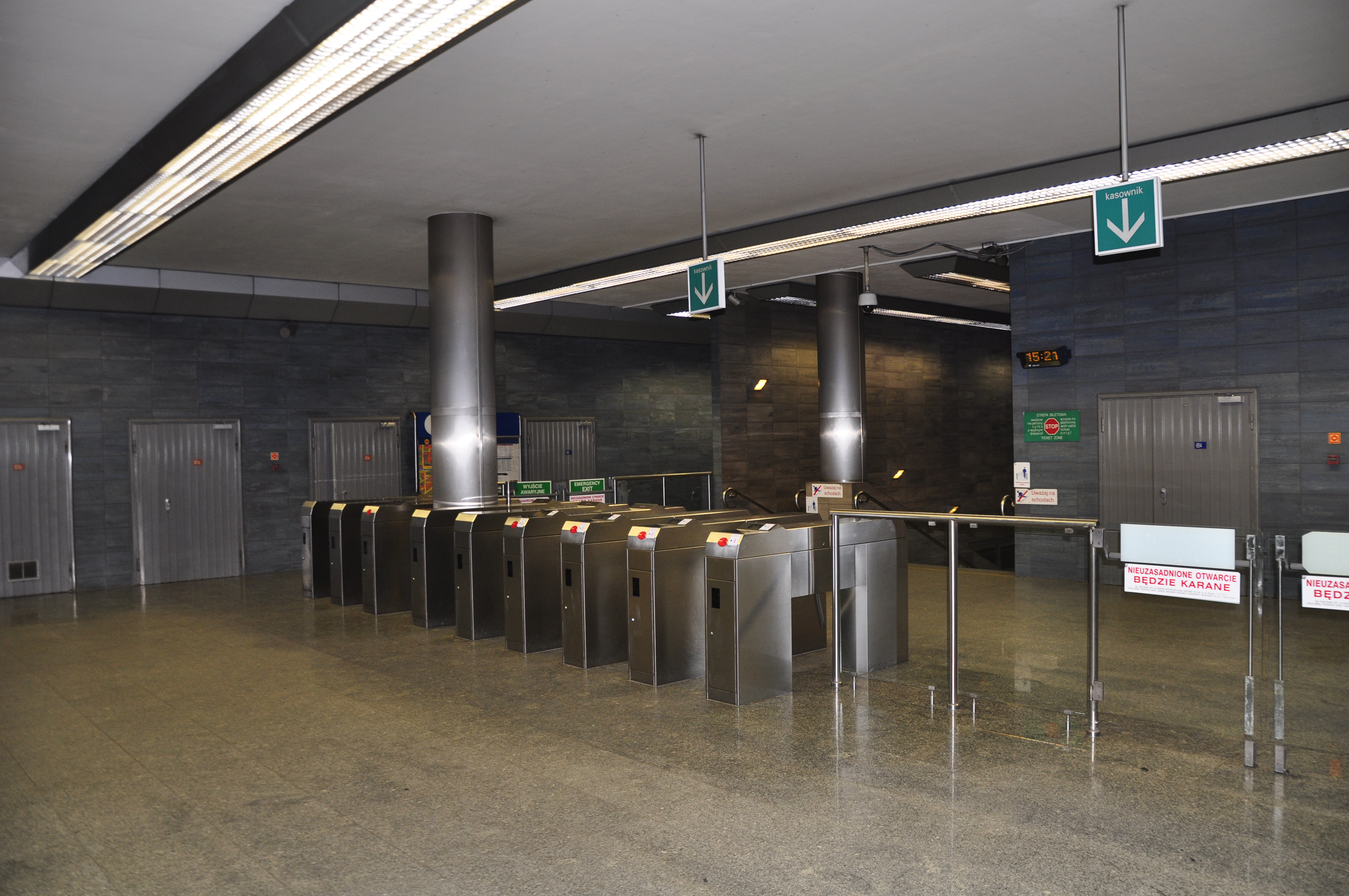
Вестибюль станції